# Metallografia

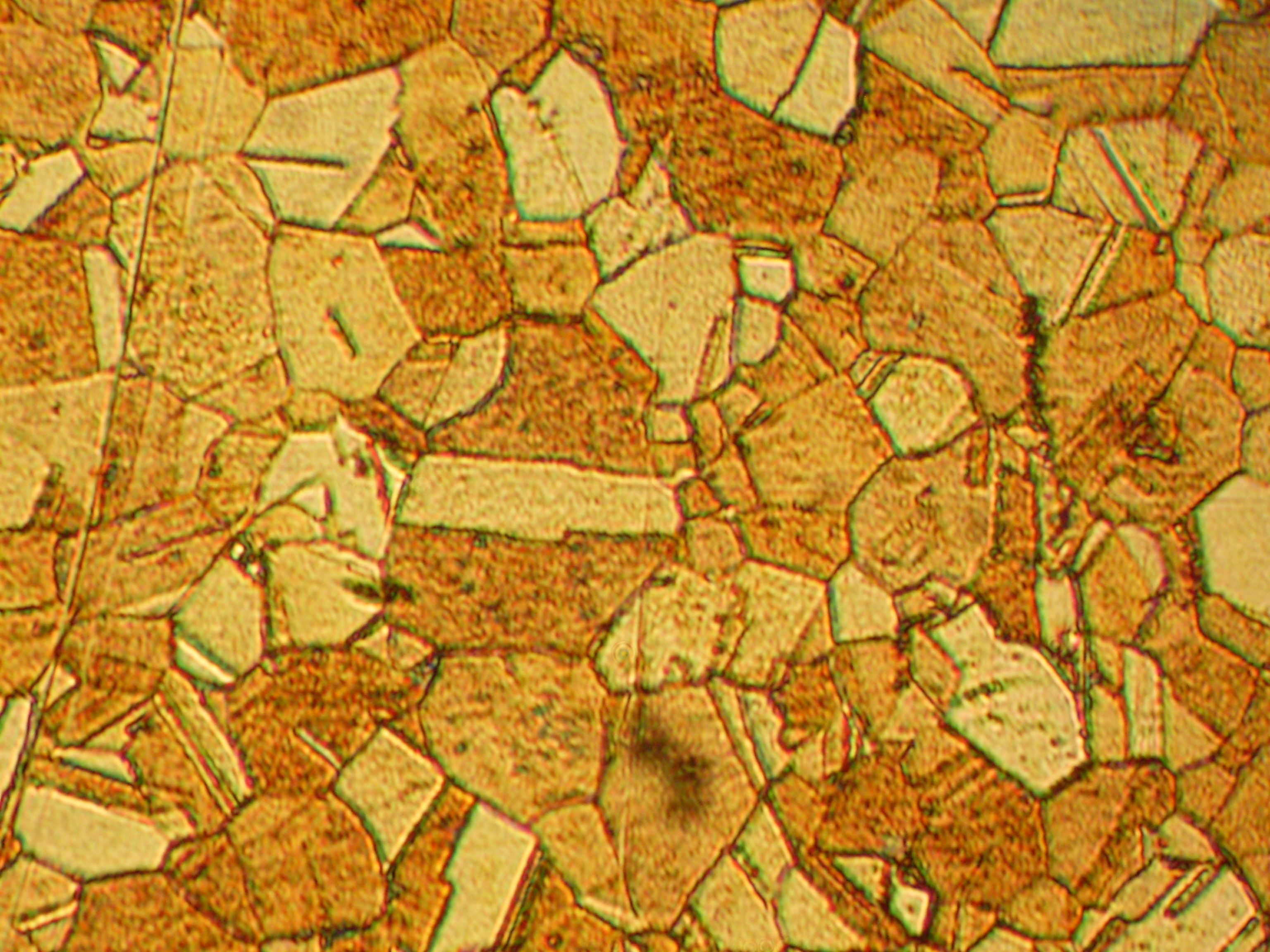
Micrografia di una lega di ottone a ingrandimento 400x

La metallografia consiste nello studio della struttura fisica dei metalli e delle leghe metalliche mediante l'utilizzo di un microscopio. In questo modo è possibile determinare, a seconda dei casi, le seguenti caratteristiche:
- le dimensioni e la forma dei cristalliti;
- la distribuzione delle fasi;
- la direzione delle linee di slittamento (l'intersezione dei piani di slittamento con la superficie), nel caso di un campione deformato (si veda deformazione plastica e dislocazione);
- il livello di purezza e l'eventuale presenza di contaminazioni del materiale.

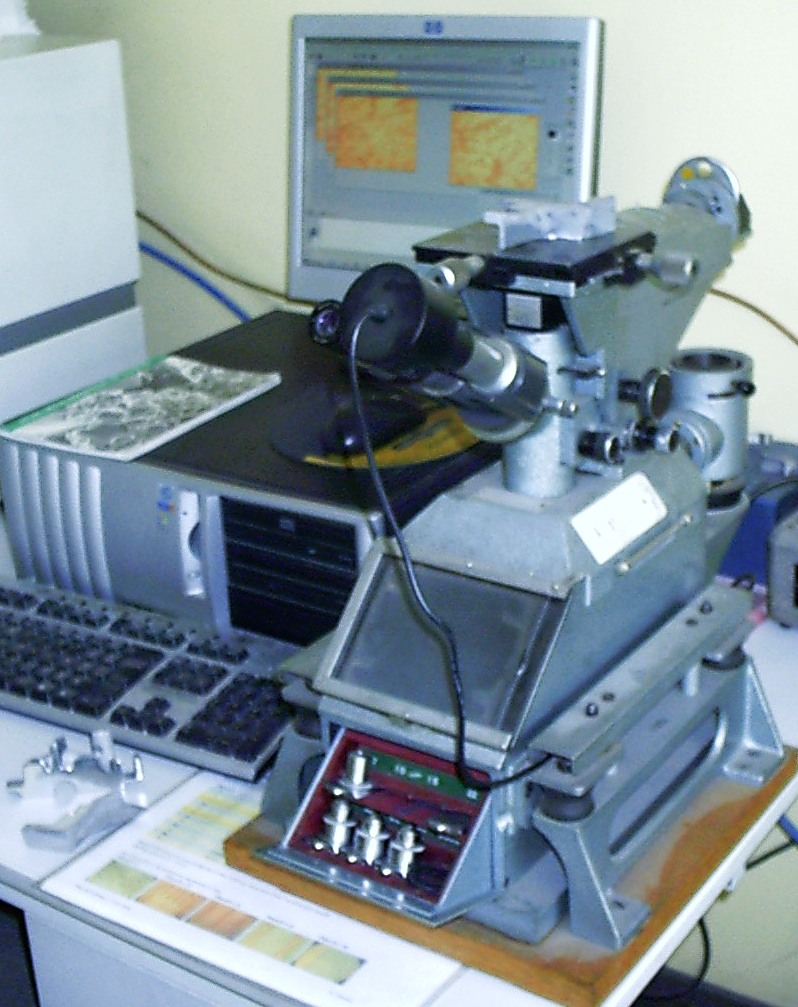
Esempio di microscopio per metallografia

Il semplice esame visivo di un oggetto metallico non fornisce informazioni particolari eccetto per lo stato superficiale (rugosità, crepe). Per avere informazioni sulla microstruttura è necessaria un'attenta preparazione del campione:
- taglio dell'oggetto, in modo da ottenere un pezzo da collocare in modo pratico sul microscopio, ma anche per poter misurare la struttura interna se necessario;
- trattamento fisico superficiale come la fresatura o la sabbiatura, allo scopo di ottenere una superficie omogenea priva di asperità e di trucioli;
- dopo pulizia con energico detergente sgrassante a caldo, attacco chimico (es. con soluzione di acido nitrico) o elettrolitico (collegando il campione all'anodo di una cella elettrolitica) allo scopo di evidenziare la struttura dei grani.

Per causare la rottura dei grani ed evidenziare ulteriormente la loro struttura di solito si fa precedere l'attacco chimico o elettrolitico da un trattamento termico in ambiente più o meno riducente. L'osservazione della microstruttura può essere effettuata con l'ausilio del microscopio ottico, mentre osservazioni più dettagliate possono essere fatte col microscopio elettronico a scansione e col microscopio elettronico a trasmissione.
Confrontando la forma e dimensione dei grani di un dato materiale con quanto prescritto dalle relative norme ASTM è possibile determinarne la qualità e l'idoneità al suo utilizzo in un determinato ambito (ad esempio per applicazioni in elettronica). La possibilità di effettuare anche delle micrografie è un altro punto di forza della metallografia ampiamente sfruttato.